# Makroekonomický ukazatel
Makroekonomie je ekonomická teorie, která analyzuje ekonomiku jako celek, nebo zkoumá hlavní části ekonomiky (ekonomické sektory). Makroekonomické ukazatele slouží k vytvoření si názoru o stavu ekonomiky daného státu. Základní makroekonomické cíle jsou vysoké a udržitelné tempo ekonomického růstu, nízká nezaměstnanost, stabilní a nízká míra inflace a platební bilance v rovnováze. Z praxe je známo, že není možné dosáhnout všech těchto cílů současně.
Makroekonomické ukazatele jsou:
- Hrubý domácí produkt (HDP)
- Platební bilance
- Inflace
- Nezaměstnanost

## Hrubý domácí produkt
Hrubý domácí produkt je tržní hodnota všech finálních statků a služeb vyprodukovaných v dané ekonomie za určité časové období. Tvoří jej ekonomické subjekty a lze jej vypočítat takto:
HDP = C + I + G + (Ex - Im)
- Domácnosti reprezentují v rovnici písmeno C, mají největší podíl při vytváření HDP a je ovlivněn disponibilním důchodem domácností, což jsou jejich úspory ze kterých mohou financovat statky a služby
- Investice = I – jde o investice firem do kapitálových statků
- Vláda = G – veřejné výdaje, jde o nákup zboží a služeb státem tam, kde stát dostává nějakou protihodnotu
- Export a Import = (Ex - Im) – jde zde o čistý export, který zvyšuje HDP dané země, proto musíme odečíst Import od Exportu a pro zvyšování HDP musí výsledné číslo zůstat kladné

HDP nezahrnuje:
- nezahrnuje zboží a služby, které nejsou realizovány prostřednictvím trhu, což jsou služby a zboží vyprodukované pro vlastní potřebu, např. pěstování brambor
- nepatří sem směnné zboží a služby (vidíme často v méně rozvinutých ekonomikách)
- imputované nájemné (žiji ve svém domě a platím sám sobě nájemné)
- transfery, jsou platby vlády jiným subjektům, za které nezíská žádnou službu ani zboží př. podpora v nezaměstnanosti

Mezinárodní srovnání HDP se vždy počítá na jednoho obyvatele, jinak by bylo HDP neporovnatelné. Výsledné HDP se uvádí v USD a spočítáme jej, když vydělíme HDP počtem lidí žijících v daném státě.
- HDP v ČR k 14.11. 2018 je 2,3 %

HDP Evropské unie k roku 2017 bylo 2,4 % a ČR se v rámci EU ze 28 států umístila na 8. místě.

## Platební bilance
Platební bilance je jeden z nejvýznamnějších výkazů ekonomiky, který slouží ke sledování postavení v mezinárodním obchodě i mezinárodních finančních tocích. Zachycuje veškeré ekonomické transakce mezi danou zemí a ostatními zeměmi v daném období (kalendářní rok). Transakce se skládají z vývozů a dovozů statků a služeb, pohybu investičních zdrojů, darů a přesunů peněžních prostředků, případně zlata. Je to podoba účtu, kde jsou zaznamenány jak kreditní (vývozy), tak debetní (dovozy) položky.
Platební bilance je vždy vyrovnaná. To znamená, že když se v obchodní bilanci dostaneme do pasiva, musí být vyrovnáno na finančním účtu a naopak.
Z platební bilance vyplývá:
1. jaký země zaznamenala objem zahraničních investic
2. o kolik se zvýšily/snížily její devizové rezervy
3. jaké množství zboží a služeb země dovezla a vyvezla
4. jaké množství investic sama vyvezla
5. jak se změnila její dlužnická/věřitelská pozice ve vztahu k zahraničí

Sestavení platební bilance:
- je sestavována v národní měně
- za sestavení a zveřejnění odpovídá Centrální banka
- sestavuje se podle pravidel Mezinárodního měnového fondu
- zdroje dat platební bilance jsou: celní úřady, banky, orgány státní správy a samosprávy atd.

Transakce se seskupují do účtů:
1. Běžný účet – zahrnuje především platby za vývoz a dovoz, bude v přebytku pokud budeme více vyvážet než dovážet
2. Finanční účet – zahrnuje vývoz kapitálu (což znamená, že tuzemští podnikatelé investují v zahraničí) a dovoz kapitálu (zahraniční firmy investují u nás), v přebytku budeme, pokud dovezeme více kapitálu než vyvezeme
3. Změny oficiálních devizových rezerv, které drží centrální banka

Obchodní bilance
Rozhodující položka běžného účtu, která odráží pohyb statků a služeb ze země do země. Rozdíl mezi vývozy a dovozy jsou tzv. čisté vývozy nebo saldo obchodní bilance. Pokud je v obchodní bilanci hodnota vyvezeného zboží větší než hodnota zboží dovezeného=tzn. že saldo obchodní bilance je pozitivní. Jestliže vzroste hodnota národní měny, objeví se na domácím trhu pokles cen zahraničního zboží a export země klesne. V případě oslabení národní měny, export vzroste a dovoz se zdraží.

## Nezaměstnanost
Nezaměstnanost je stav na trhu práce, kdy si část obyvatelstva není schopna nebo není ochotna najít si práci. Vzniká, pokud na trhu práce nabídka zaměstnanců převyšuje poptávku firem.
Rozlišujeme nezaměstnanost:
- dobrovolná: lidé mají možnost pracovat, ale nechtějí nebo nemusí – stát ji neřeší

- nedobrovolná: lidé chtějí a potřebují pracovat, aby si zajistili obživu, ale nemohou práci sehnat – stát ji sleduje a pomáhá řešit

Státní opatření:
– aktivní: podpora vzniku nových pracovních míst, daňové úlevy při zaměstnávání postižených občanů apod.
– pasivní: podpora občanů v nezaměstnanosti ze státního rozpočtu
- krátkodobá: nepůsobí vážné problémy

- dlouhodobá: způsobuje nejenom ekonomické dopady, ale i existenční potíže, ztrátu sebeúcty a kvalifikace – časem může změnit postoj k práci, stát se novým životním stylem a tím i dobrovolnou nezaměstnanost

Příčiny nezaměstnanosti:
1. frikční: při změně zaměstnavatele, pouze krátkodobá
2. strukturální: snížení počtu pracovních pozic v určitém obory (např. ve sklářství)
3. cyklická: nastává, když je ekonomika v poklesu (recesi), pak dochází i k poklesu zaměstnanosti prakticky ve všech odvětvích; Okunův zákon – když domácí produkt roste rychleji, míra nezaměstnanosti klesá, a když naopak DP roste pomaleji nebo klesá, míra nezaměstnanosti se zvyšuje
4. sezónní: souvisí s určitým ročním obdobím, kdy se daná práce nedá vykonávat (např. zemědělství)

Přirozená míra nezaměstnanosti je tvořena frikční a strukturální nezaměstnaností.
Plné zaměstnanosti dosáhneme tehdy, pokud neexistuje cyklická nezaměstnanost, ale zároveň to neznamená 0% nezaměstnanost.
Sociální dopady nezaměstnanosti:
- znehodnocení lidského kapitálu

- negativní dopad na celou finanční situaci rodiny

- snížení porodnosti

- zvýšení kriminality

Ekonomické dopady:
- snížení disponibilního důchodu

- snížení HDP

Aktuální míra nezaměstnanosti v České republice
V červnu 2018 byla míra nezaměstnanosti nejnižší za posledních 22 let, a to 2,3 %, v listopadu 2018 ale míra nezaměstnanosti opět mírně stoupala, aktuální míra nezaměstnanosti byla 2,4 %. Zpravidla je nezaměstnanost žen vyšší než mužů, aktuálně je nezaměstnaných 2,9 % žen a 1,9 % mužů. Nejnižší míra nezaměstnanosti je v současné době v jihočeském a plzeňském kraji, nejvyšší naopak v ústeckém a moravskoslezském kraji. Nyní[kdy?] má Česká republika nejnižší čísla v nezaměstnanosti z celé Evropské unie.

## Inflace
Inflace je jev, při kterém dochází k dlouhodobému růstu cen statků a služeb, což silně ovlivňuje národní hospodářství, ale působí problémy i na mikroekonomické úrovni. Při inflaci se nemusí zvyšovat ceny veškerých statků a služeb, ale dochází při ní k růstu průměrné úrovně cen, kterou nazýváme cenová hladina. Inflace oslabuje kupní sílu peněz, čímž výrazně přispívá k ekonomické nestabilitě. Opakem inflace je deflace, při které naopak dochází k poklesu cen, který může být stejně negativní pro ekonomiku jako inflace. Inflace se vyjadřuje pomocí takzvaných cenových indexů. Velmi známým je například index spotřebních cen, který zobrazuje velikost změny výdajů domácností na nákup statků a služeb.
Míra inflace:
Míra inflace je číselné vyjádření růstu všeobecné cenové hladiny. Vysoká míra inflace způsobuje znehodnocování peněz a úspor.
Formy inflace:
Rozlišujeme 3 základní formy inflace.
1. Mírná inflace se pohybuje v rámci několika procent ročně a ekonomiku neovlivňuje nijak zásadně, nemá žádné trvalé dopady, lidé stále penězům důvěřují. Pohybuje se přibližně do 10%. Například inflace okolo 3% je pozitivním prvkem pro tržní hospodářství, podněcuje ekonomické subjekty k vyššímu využití zdrojů, rychlým investicím a tím i rychlejšímu obratu kapitálu.
2. Pádivá inflace má rozmezí desítek až stovek procent ročně a na ekonomiku má již zásadní dopady, neboť snižuje její výkonnost. Lidé přestávají penězům věřit, raději své úspory investují do komodit, například do pozemků, do zlata.
3. Hyperinflace se pohybuje v řádů tisíců až milionů procent ročně. Peníze již úplně ztrácí svou hodnotu, dochází ke kolapsu ekonomiky. Místo peněz se jako platidlo začínají využívat naturální zdroje. Konkrétním případem, kdy se setkáváme s hyperinflací, byla Zimbabwe v roce 2008, kdy ceny rostly dvojnásobně každých 25 hodin a pro tamější obyvatelé bylo velice těžké dovolit si například bochník chleba.

Příčina inflace:
– růst množství peněz v oběhu, to ovlivňuje ČNB
– podle impulzu na straně poptávky či nabídky (rostoucí náklady)
Dopady inflace:
- Pozitivní:

– pozitivní dopad na dlužníky – dlužník bude dluh splácet ve znehodnocené měně
– vliv inflace na pracovní trh – určitá míra může vést k dosažení rovnováhy na pracovním trhu
- Negativní:

– dopad na skupiny obyvatel se stálými příjmy – snižují se reálné mzdy (rostou ceny zboží, ale neroste příjem)
– znehodnocení vkladů a úvěrů – klesá hodnota peněz, proto si v budoucnu za stejné peníze koupíme méně zboží
Vývoj inflace v ČR za posledních 5 let:
V současné době je míra inflace na 2,2 % (říjen 2018).

## Vzájemná ovlivnitelnost makroekonomických ukazatelů
- Zvyšování daní nepřímo snižuje HDP tím, že se snižuje disponibilní důchod.

- Nezaměstnanost snižuje disponibilní důchod domácnosti – zároveň snižuje kupní sílu obyvatelstva.

- Nezaměstnanost negativně působí na HDP – snižuje se kupní síla, produkce a množství vybraných daní.

- Inflace s nezaměstnaností se vzájemně ovlivňují, ale definice tohoto vzájemného vztahu je komplikován tím, že u nezaměstnanosti i u inflace existuje více forem těchto jevů.